# Zakariya Abarouai
Zakariya Abarouai (sinh ngày 30 tháng 3 năm 1994) là một cầu thủ bóng đá người Pháp gốc Maroc. Hiện anh đang chơi ở vị trí tiền đạo cho Saint-Priest.

## Sự nghiệp
Abarouai ra mắt tại Ligue 1 trong trận đấu trước Stade de Reims tại Stade Auguste Delaune ngày 4 tháng 5 năm 2014. Anh ra sân vào phút thứ 65 để thay cho Marco Ruben. Kết quả đội của Abarouai đã để thua 0–1 trên sân khách.